# زيرون قصير الأوراق
زيرون قصير الأوراق (الاسم العلمي:Xyris brevifolia) هو نوع من النباتات يتبع جنس الزيرون من الفصيلة الزيرونية.